# Радово-Мале (гміна)

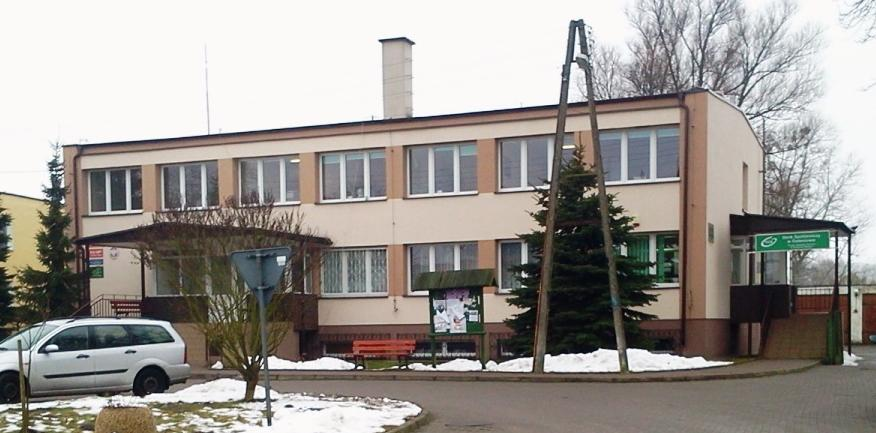
Mуніципалітет

Гміна Радово-Мале (пол. Gmina Radowo Małe) — сільська гміна у північно-західній Польщі. Належить до Лобезького повіту Західнопоморського воєводства.
Станом на 31 грудня 2011 у гміні проживало 3737 осіб.

## Територія
Згідно з даними за 2007 рік площа гміни становила 180.40 км², у тому числі:
- орні землі: 66.00%
- ліси: 26.00%

Таким чином, площа гміни становить 16.93% площі повіту.

## Населення
Станом на 31 грудня 2011:
| Опис     | Загалом | Загалом | Чоловіки | Чоловіки | Жінки | Жінки |
| -------- | ------- | ------- | -------- | -------- | ----- | ----- |
| одиниця  | осіб    | %       | осіб     | %        | осіб  | %     |
| все      | 3737    | 100     | 1859     | 49.75    | 1878  | 50.25 |
| міське   | 0       | 100     | 0        |          | 0     |       |
| сільське | 3737    | 100     | 1859     | 49.75    | 1878  | 50.25 |

## Сусідні гміни
Гміна Радово-Мале межує з такими гмінами: Венґожино, Добра, Лобез, Новоґард, Ресько.